# Lijst van tuinwerkzaamheden

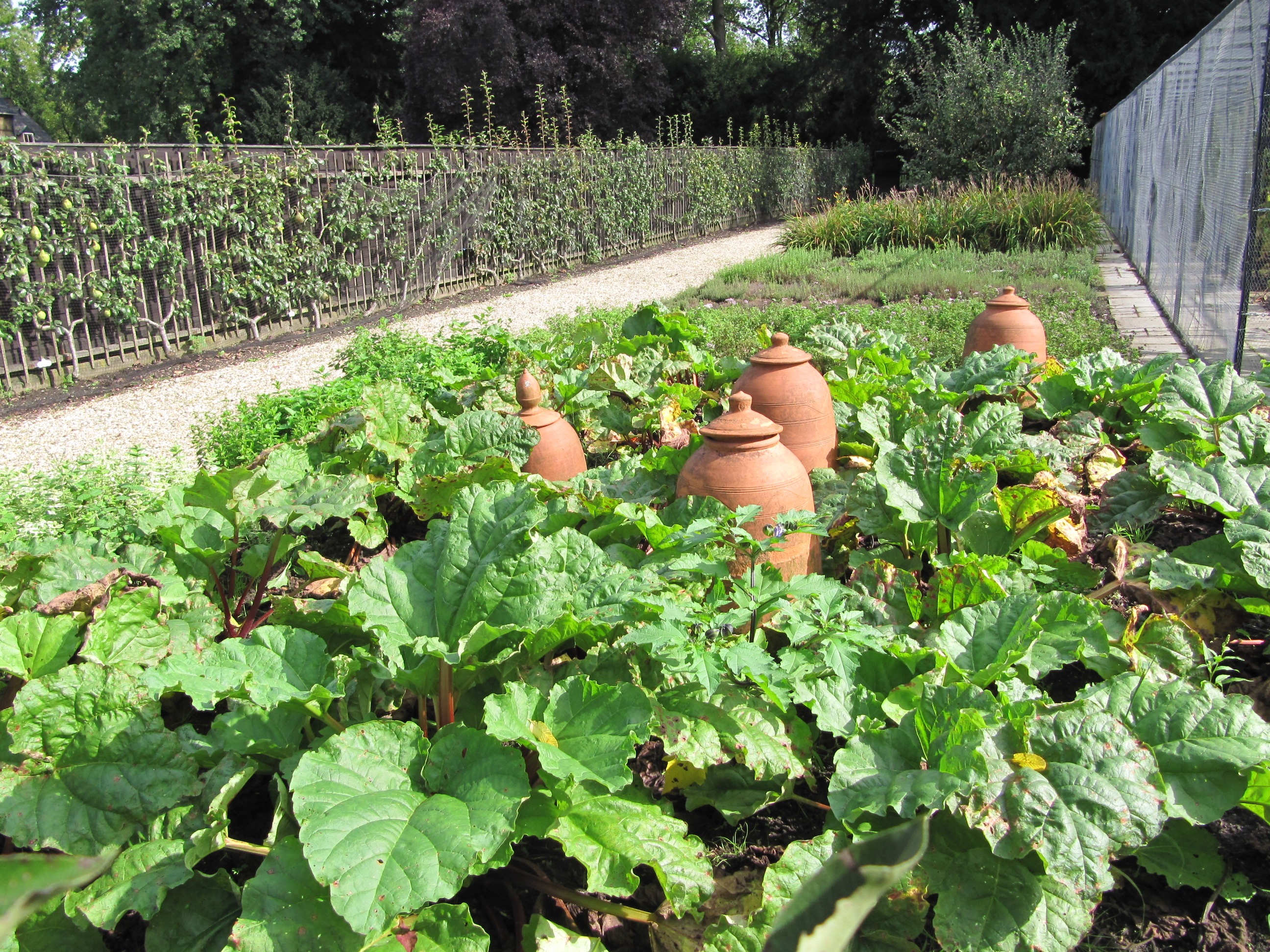
Forceren van rabarber

Een tuinbewerking of -handeling is een werkzaamheid die in een tuin wordt verricht. Bij tuinwerkzaamheden zijn technieken vereist die nodig zijn om tot een goed resultaat te komen. De werkzaamheden worden verricht in de tuin door particulieren en hoveniers, bij de gemeente op publieke plaatsen, zoals parken, en in de land- en tuinbouw.
Een tuinarchitect neemt het soort werkzaamheden, de aard en de te verwachten hoeveelheid van die werkzaamheden mee in het tuinontwerp. 

## Overzicht

### Boomverzorging

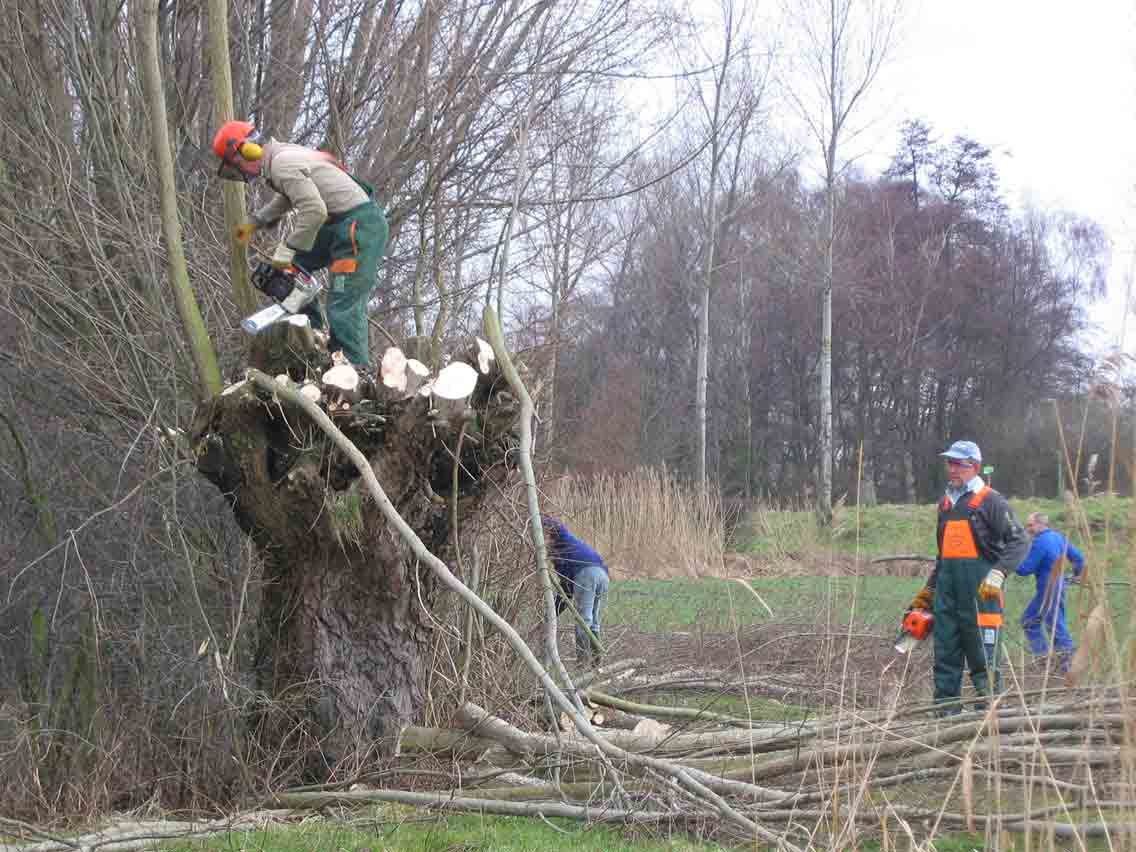
Knotten van knotwilgen door Natuurpunt

- enten
- handbestuiven
- kandelaberen
- knotten
- snoeien

### Gewasbescherming
- afdekken (aarde, bomen, planten)

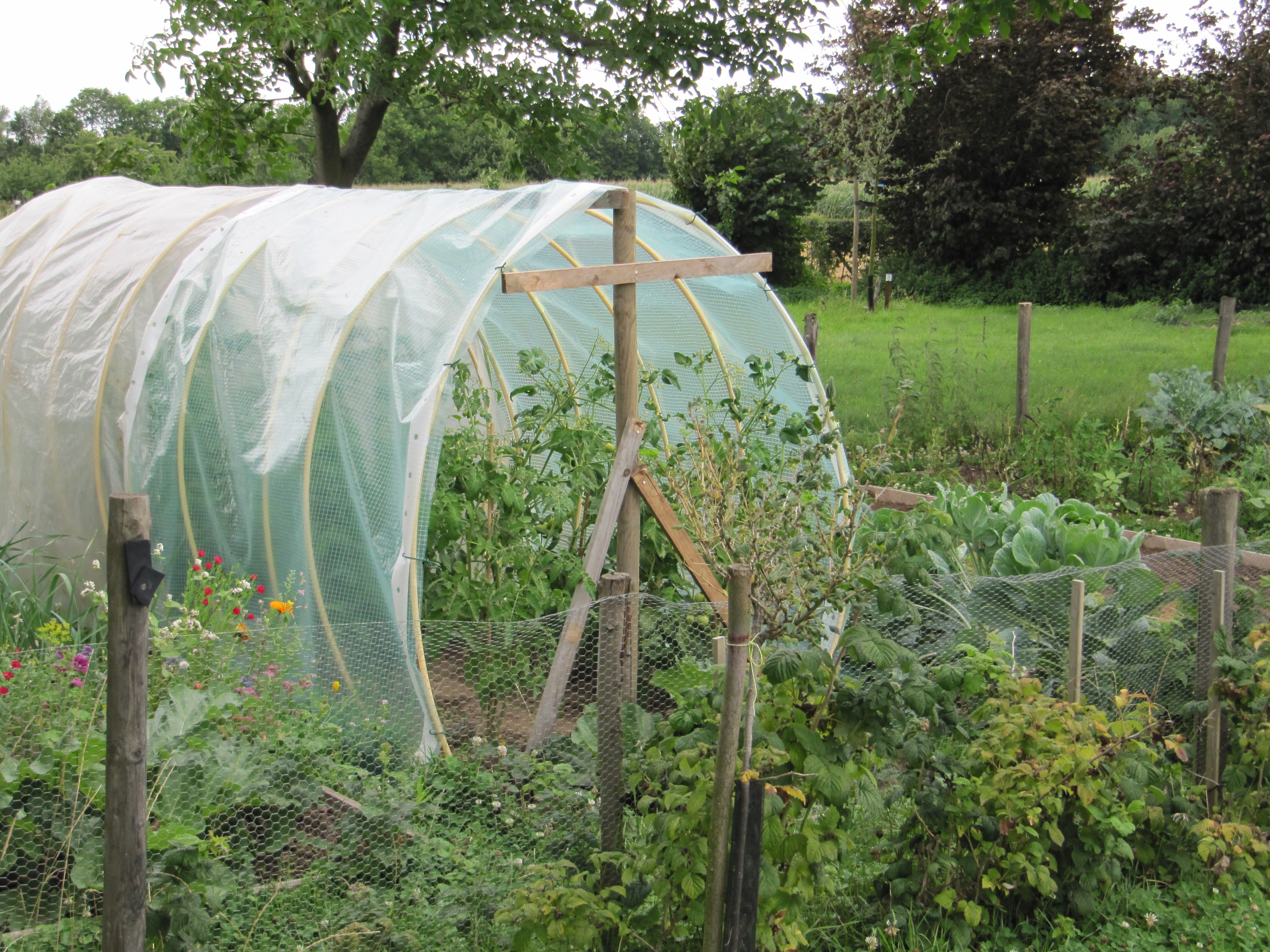
Beschermen van tomatenplanten tegen weer en wind

- beschermen (neerslag, temperatuur, vraat, wind, zonlicht)
- besproeien (met chemicaliën die ziekteverwekkers doden of een alternatief daarvoor)

### Grondbewerking
- ontginning
- bemesten
- bodemverbeteren
- drainage
- harken
- kantsteken
- onkruidbestrijding
- schoffelen
- spitten

### Plantverzorging
- begieten of sproeien (met water)
- bemesten, strooien met voeding

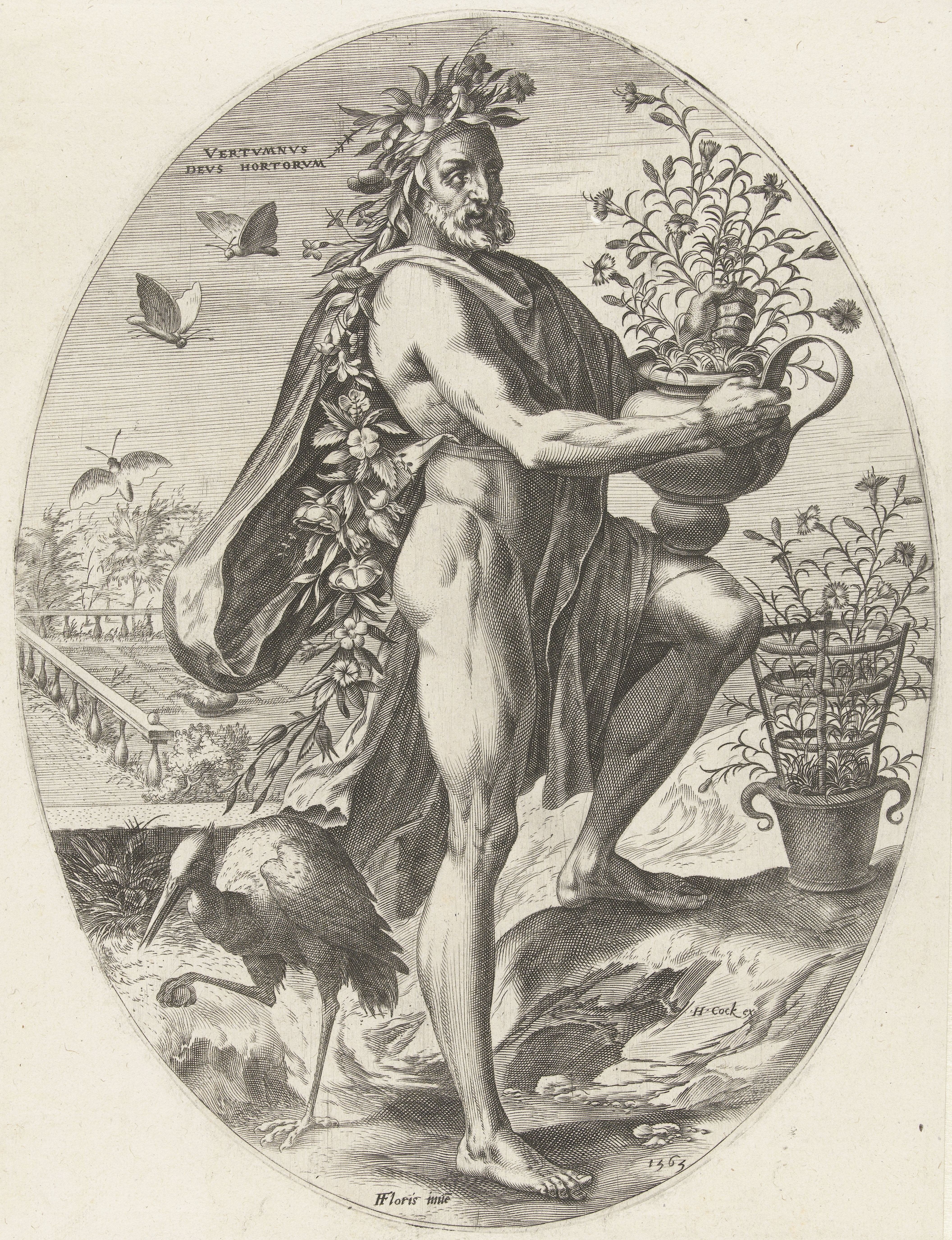
Verpotten door Vertumnus, de god van de tuinen

- forceren (sneller laten uitlopen van bijvoorbeeld rabarber)
- knippen of maaien
- oogsten
- opbinden (van klimplanten, met draad of koord)
- plukken (zie fruitteelt)
- verpoten (verplaatsen)
- verpotten
- verspenen
- voorzaaien of zaaien
- wieden

### Plantvermeerdering
- afleggen
- oculatie
- scheuren (plantvermeerdering)
- stekken
- veredelen